# Hanna Wallach
Hanna Wallach est une chercheuse en sciences sociales computationnelles. Elle est chercheuse principale senior chez Microsoft et professeure associée adjointe à l’Université du Massachusetts à Amherst.
Principalement connue pour ses travaux de recherche sur l'équité et les biais sociaux dans l’intelligence artificielle. Elle a également cofondé trois projets visant à accroître la diversité en informatique, et tout particulièrement la participation des femmes dans ce domaine.

## Biographie

### Formation
Le parcours universitaire de Hanna Wallach débute en 1998 dans le département des sciences et technologies de l’informatique de l’université de Cambridge. Après trois années d’études, en 2001, elle obtient son diplôme de Bachelor avec mention très bien pour son travail de fin de diplôme intitulé Visual Representation of Computer-Aided Design Constraints, dirigé par Alan F. Blackwell.
Entre 2001 et 2002, Hanna Wallach poursuit sa formation en informatique à la University of Edinburgh School of Informatics, où elle obtient un diplôme de Master en science cognitive et apprentissage automatique, avec distinction. Sous la direction de Miles Osborne, elle y soutient un mémoire intitulé Efficient Training of Conditional Random Fields.
En complément à ce bagage en sciences informatiques, Hanna Wallach réintègre l’université de Cambridge en 2002 pour y mener un doctorat en philosophie au Laboratoire Cavendish. Elle devient docteure en 2008, année de parution de sa thèse intitulée Structured Topic Models for Language et supervisée par David MacKay et Fernando Pereira,,.

### Parcours professionnel
Hanna Wallach intègre le College of Information and Computer Sciences de l’université du Massachusetts à Amherst en 2007 en tant que post-doctorante et chercheuse associée. En 2010, elle y devient professeure assistante au sein de l’Institut de recherche interdisciplinaire en sciences sociales computationnelles. Depuis le début de l’année 2016 et dans ce même institut, elle occupe un poste de professeure associée adjointe,.
En janvier 2014, elle obtient un poste de chercheuse à Microsoft Research à New York. C’est à partir du mois de septembre de l’année 2015 que Hanna Wallach y devient chercheuse senior. Chez Microsoft, elle fait partie de plusieurs groupes de recherche, dont notamment la division dénommée FATE: Fairness, Accountability, Transparency, and Ethics in AI qui prend pour objet d’étude les implications et effets sociaux des dispositifs d’intelligence artificielle et d’apprentissage automatique, et ceux des technologies et expérimentations à large échelle qui reposent sur l’utilisation de données,,.
Le travail d’Hanna Wallach consiste principalement à développer de nouveaux modèles mathématiques et outils informatiques pour analyser la structure, le contenu et la dynamique de processus sociaux. Plus précisément, elle travaille à la conception d’outils pour agréger et représenter des ensembles d’information issus de multiples bases de données de nature diverses, d’algorithmes d’inférence efficients et de techniques d’analyse des données issus de réseaux sociaux et relationnels.
Ses travaux de recherche assimilent des techniques d’apprentissage automatique et des statistiques bayésiennes et s'inscrivent, en collaboration avec des chercheurs et chercheuses en sciences sociales, dans le champ naissant des sciences sociales computationnelles. Hanna Wallach définit les sciences sociales computationnelles comme « l'étude des phénomènes sociaux par l'usage d'informations digitales et de méthodes informatiques et statistiques ». Elle a notamment cherché à comprendre comment les organisations et institutions qui sous-tendent le système politique américain fonctionnent, à travers l'analyse de larges bases de données accessibles au public,,,.

### Projets de remédiation à la sous-représentation des femmes en informatique
Hanna Wallach est l’une des cofondatrices du projet Debian Women, un sous-projet de Debian qui voit le jour en 2004 et dont l’objectif consiste à augmenter et visibiliser la participation des femmes dans Debian.
Deux ans plus tard, en 2006, elle cofonde  Women’s Summer Outreach Program avec Chris Ball dans le cadre de The GNOME Project. Le Women’s Summer Outreach Program, ancêtre de Outreachy, était un programme de stage élaboré pour encourager la participation des femmes aux stages de programmation informatique. 
En cette même année 2006, Hanna Wallach fonde également le Workshop for Women in Machine Learning (WiML) aux côtés de ses colocataires à l’Université de Cambridge, Jennifer Wortman Vaughan et Lisa Wainer. Annuel, le forum a été conçu pour rassembler les femmes qui travaillent dans le champ de l’intelligence artificielle et de l’apprentissage automatique, et pallier leur isolement dû à leur sous-représentation dans ce domaine.

## Prix et distinctions
En 2001, Hanna Wallach remporte le MISYS Award for the Best Computer or Computer Software Student pour son travail de bachelor Visual Representation of Computer Aided Design Constraints réalisé à l'Université de Cambridge.
En 2010, Hanna Wallach gagne le Best Paper Award (prix du meilleur article académique) à la treizième conférence internationale sur l'intelligence artificielle et les statistiques (AISTATS*2010) pour l'article intitulé « Learning the Structure of Deep Sparse Graphical Models », coécrit avec Ryan Prescott Adams et Zoubin Ghahramani.
En 2016, Hanna Wallach s'est vu attribuer le Anita Borg Early Career Award (BECA), un prix annuel décerné par le Committee on Widening Participation in Computing Research (CRA-W) à une femme en informatique ou en ingénierie qui a apporté une contribution significative à la recherche, et tout particulièrement à la problématique de la sous-participation des femmes dans ces secteurs.
Dans le champ médiatique, Hanna Wallach a été qualifiée de femme influente (leader) dans le domaine de l'intelligence artificielle et de la technologie du XXIe siècle au sens large, respectivement par Glamour en 2014, et Forbes en 2020.